# هالة القزاح
هالة قزاح (من مواليد 17 سبتمبر 1989 في طرابلس)، هي عداءة ليبية. شاركت في مسابقة 100 متر في الألعاب الأولمبية الصيفية 2012 في لندن. كانت اللاعبة الرياضية الوحيدة التي تنافست باسم ليبيا في الألعاب الأولمبية الصيفية 2012.

## بدايتها
عندما كانت طفلة، كان والدها لاعب كرة قدم، توقف تدريب قزاح الرياضي بعد الإطاحة بمعمر القذافي بسبب التوترات في البلاد، كما أصبح الاتحاد الرياضي المحلي ضعيفًا، وتُركت اللجنة الأولمبية الليبية دون أموال. بالرغم من كونها عداءة، إلا أنها تدرس العلوم.

## نشاطها الرياضي
شاركت قزاح في مسابقة واحدة في عام 2012 قبل الألعاب الأولمبية. ولم تكن نتيجتها في بطولة الألعاب الرياضية الإفريقية التي تقام كل سنتين في بنين كافية للتأهل إلى الألعاب الأولمبية. وكانت قزاح هي المرأة الليبية الوحيدة التي شاركت في الألعاب الأولمبية الصيفية لعام 2012. ولأن اللجنة الأولمبية الدولية تشجع مشاركة العديد من البلدان؛ فقد تمكنت ليبيا من إرسال رياضي واحد في ألعاب القوى وتم اختيار قزاح. وفي 3 أغسطس 2012 تمكنت من اجتياز سباق 100 متر في 13.24 ثانية، وكان مركزها الـ 23 من أصل 33 مشاركًا، والتي لم تؤهلها للجولة الأولى.
أفضل أوقاتها الشخصية المسجلة في المنافسة هي 13.15 ثانية في مسابقة 100 متر و 27.32 ثانية في مسابقة 200 متر. تم تسجيل هذه النتائج في بورتو نوفو في 27 يونيو 2012 و30 يونيو 2012.